# Ablelaribe
Ablelaribe (em armênio: Աբլղարիբ; romaniz.: Ablłarib) foi um senhor armênio de Birejique e chefe do clã Palavuni. Foi instalado como governador de Birejique por Balduíno I após o esmagamento de uma conspiração armênia em 1098. Se juntou a Balduíno I e Basílio, o Ladrão em sua campanha no norte para levantar o cerco de Maudude em Edessa em 1110. Finalmente, foi destituído por Balduíno II, após um ano de cerco, em 1117. Balduíno II deu Birejique a seu primo Valerano de Le Puiset, que se casou com outra das filhas de Ablelaribe.